# 朱敦瀚
朱敦瀚（英語：Vincent T. H. Chu；1976年—）香港土木工程師。
1993年8月，朱敦瀚参加會考。
2005年10月朱敦瀚為香港工程師學會撰寫工程專攔〈The Civil FAQ〉。